# اوگنیوفکا
اوگنیوفکا (به لاتین: Ognyovka) یک منطقهٔ مسکونی در روسیه است که در جمهوری آلتای واقع شده‌است.